# 木卫四十六
木衛四十六（卡爾波）是环绕木星运行的一颗卫星，其英文名稱為「Carpo」。它是在2003年被夏威夷大學由斯科特·謝潑德領導的團隊發現的，標準的臨時名稱是S/2003 J 20。

## 概述
木衛四十六（S/2003 J 20）的直徑約3公里，軌道半徑（平均）17145000公里，公轉週期458.625天，軌道傾斜56°，離心率0.2736。